# آرنولد لاین (میسیسیپی)
آرنولد لاین (به انگلیسی: Arnold Line) مکانی در ایالت میسیسیپی کشور ایالات متحده آمریکا است که جمعیت آن در سرشماری سال ۲۰۱۰ میلادی، ۱٬۷۱۹
نفر بوده‌است.